# الأكاديمية السورية الدولية للتدريب والتطوير
الأكاديمية السورية الدولية للتدريب والتطوير (بالإنجليزية: Syrian International Academy)‏ اختصارًا (بالإنجليزية: SIA)‏ هي أكاديمية سورية متخصصة، وهيئة تعليمية دولية متخصصة في مجال التدريب والتأهيل والتطوير والإعلام، وتمتلك نخبة من الخبراء في التعليم والتدريب التخصصي في سوريا، وتعتبر واحدة من الأكاديميات المتقدمة في سوريا والمنطقة في مجال تخصصها. يشمل مجال عمل الأكاديمية  السورية الدولية للتدريب والتطوير، الإعلام والعلاقات الدولية والشؤون الدبلوماسية. مقر الاكاديمية مدينة دمشق في منطقة المزة.

## نشأة الأكاديمية
تأسست الأكاديمية السورية الدولية في العاصمة السورية دمشق كهيئة  تعليمية  متخصصة في مجال التدريب والتأهيل بمساهمة نخبة من الخبراء في حقلي التعليم العالي والتعليم المستمر في سورية . وهي مرخصة في سجل المؤسسات الرسمية السورية.SIA تعتمد أكاديمية التدريب المهني.SIA منهج التعلم ووقد عقدت الأكاديمية اتفاقيات تعاون عدة مع مؤسسات عربية وعالمية متخصصة في هذه المجالات تضمن تزويد الأكاديمية بأكثر برامج التأهيل والتدريب حداثة وعصرية، وبأكثر الخبراء والمدربين والفنيين خبرةً في هذه المجلات، كما استطاعت الأكاديمية استقطاب أفضل الأساتذة الأكاديميين العرب والسوريين، إضافة إلى خيرة المدربين والمهنيين المحترفين في هذه المجالات. اعتمدت الأكاديمية إستراتيجية تعليمية وتدريبية تقوم على أساس الدمج مابين النظري والمهني وما بين العالمي والمحلي.

### شركاؤها
- الجمعية الدولية للعلاقات العامة (IPRA) International Public Relations Association
- أكاديمية لندن الدولية London International academy
- المركز اللبناني للتطوير والتدريب
- مركز الشرق الأوسط للتدريب الإعلامي (MEM)[7]
- معهد العلاقات العامة لندن
- منحة رشاد فرعون[8]
- الميثاق العالمي للأمم المتحدة [9]
- الطاولة المستديرة[10]
- الدراسة في بيلاروسيا[11]

### البرامج

#### الدبلومات
- دبلوم الإعلام

لقد تم تصميم هذا البرنامج بما يوافق الاحتياجات التدريبية في سوق العمل المحلية وذلك بالاعتماد على المعيار المهني الوطني (وفق نماذج الحقيبة التدريبية المعتمدة في وزارة التنمية الإدارية في الجمهورية العربية السورية).
ويتضمن التدريب في برنامج (دبلوم الإعلام) على المهارات العامة في الإعلام ( المطبوع – المرئي – المسموع – الإلكتروني )، نظريات الاتصال، التشريعات الإعلامية، وأخلاقيات المهنة، مناهج وأصول البحث الإعلامي، الرأي العام، الإعلام وإدارة الاتصال في الأزمات، علم الاجتماع الإعلامي، التصوير الصحفي والتلفزيوني، إنتاج وإخراج البرامج التلفزيونية، المونتاج التلفزيوني، مهارات تركيز الصوت، السياسة الإعلامية والتخطيط الإعلامي، فن الدراما وكتابة السيناريو، العلاقات العامة وإدارة السمعة، مهارات الاتصال الشخصي وفن الإقناع، الإعلان وتقنيات تخطيط الحملات الإعلانية.
بالإضافة إلى المهارات التخصصية في التحرير الإخباري، تحرير مواد الرأي، التحرير الاستقصائي، إعداد وتحرير المواد الإذاعية، فن الإلقاء والتقديم، مهارات إجراء المقابلات في الإذاعة والتلفزيون، إعداد وتقديم البرامج الإذاعية، ويتم التدريب في /دبلوم الإعلام/  في زمن يستغرق (412 ساعة) بالإضافة إلى (210) ساعة تدريب التطبيقات وتدريب ميداني في المؤسسات الإعلامية.
ويتم قبول المتدرب في هذا البرنامج بشهادة الثانوية العامة أو ما يعادلها، ويمنح الخريج في هذا القسم شهادة اتمام برنامج (دبلوم الإعلام)  ومن المتوقع أن يعمل في المجالات المرتبطة ( بالإعلام المطبوع – المرئي – المسموع والإلكتروني).

#### DIPLOMA IN CRISIS AND DISASTER MANAGEMENT
تم تصميم هذا البرنامج بما يوافق الاحتياجات التدريبية في سوق العمل المحلية، وذلك بالاعتماد على المعيار المهني الوطني.
يتضمن التدريب في برنامج إدارة الأزمات والكوارث مهارات عملية ونظرية تَقرن المعارف بالتطبيقات العملية التي تحاكي الواقع، وترقى بالتعلم إلى مستوى التأهيل في المحاور الآتية:
- محور إدارة المخاطر
- محور التواصل وبناء القدرات
- محور إعادة الإعمار

الهدف من برنامج الدبلوم
يهدف هذا البرنامج إلى تزويد المتدرب بالمهارات والمعلومات اللازمة لممارسة العمل في مجال إدارة الأزمات والكوارث في الوزارات والمنظمات الدولية الحكومية والمؤسسات غير الحكومية، وفق النظريات العلمية المعاصرة في إدارة الأزمات والكوارث، وأساليب العمل الحديثة في العمل الميداني.
نهاية هذا البرنامج يكون المتدرب قادراً وبكفاءة على أداء الأعمال التالية:
1. زيادة معارف المتدربين ومعلوماتهم في مجال إدارة الأزمات والكوارث بأنواعها واختصاصاتها.
2. مواكبة المتدربين للأدب النظري المعرفي الضروري لترسيخ المهارات والخبرات المكتسبة المتعلقة بإدارة الأزمات والكوارث.
3. إكساب المتدربين المهارات اللازمة لتطوير كفاءتهم للعمل في المنظمات الدولية الحكومية وغير الحكومية.
4. تنمية اتجاهات المتدربين الإيجابية للتفاعل مع العمل في مديريات وأقسام الجاهزية والطوارئ.
5. رفع مستوى أداء المتدربين من خلال التدريبات العملية النوعية في إدارة الأزمات والكوارث.
6. زيادة قدرة الفرد على التفكير المبدع الخلاق بما يمكنه من التكيف مع عمله، وتطويره بشكل بنّاء.

#### دبلوم الشؤون الدبلوماسية والدولية[15]
البرنامج الأول في المنطقة العربية والذي صمم استناداً إلى “برنامج الخدمة الخارجية في جامعة أوكسفورد”، المملكة المتحدة.
نخبة من المدرسين والخبراء في مجال العلوم السياسية، العلاقات الدولية، والدبلوماسية في العالم العربي.
الهدف من دبلوم الشؤون الدولية والدبلوماسية
تأهيل كوادر متخصصة أكاديمياً ومهنياً في مجال الشؤون الدولية والدبلوماسية، قادرة على أداء مهامها في الوزارات والسفارات والمنظمات الدولية الحكومية وغير الحكومية، وفق النظريات العلمية المعاصرة في العلاقات الدولية، والعلوم السياسية، والعمل الدبلوماسي والقنصلي.
محتوى برنامج الدبلوم
1) المحور الدبلوماسي والسياسي:
يركز البرنامج على المقررات التي تغطي مختلف جوانب العمل السياسي والدبلوماسي، خاصةً ما يتعلق منها بنظريات السياسة الخارجية، وفن الدبلوماسية المعاصرة، وعلم السياسة المقارن، والجيوبوليتيك، والسياسة الخارجية العامة للأحزاب، وفن التفاوض،  والوساطة، وحل النزاعات.
2) المحور القانوني الدولي والمنظمات الدولية:
يولي البرنامج اهتماماً خاصاً للقانون الدولي والمنظمات الدولية، مع الحرص على المقررات التي تغطي الجوانب المختلفة في هذا المجال، خاصة القانون الدولي، والمنظمات الدولية، والقانون الدستوري، والنظم السياسية، وقانون فض النزاعات المسلحة، والقانون الدولي الجزائي، والمعاهدات الدولية.
3) المحور الإداري والاقتصادي:
يحرص البرنامج على تغطية مقررات عدة، أبرزها: علم الإدارة العامة، وعلم الاقتصاد ونظرياته، والعوامل المؤثرة في صنع القرار الدولي.
4) المحور الإعلامي والاتصالي:
نظراً لتزايد أهمية الإعلام والاتصال الجماهيري في العمل الدبلوماسي ضمن أنشطة المنظمات الدولية، فإن البرنامج يغطي مختلف المقررات، التي تزوّد الدارس بالمهارات الاتصالية والإعلامية المناسبة، وأبرزها: مهارات الاتصال، والعرض والتقديم، ومهارات التواصل مع وسائل الإعلام (المتحدث الرسمي)، ومهارات التحرير والكتابة الدبلوماسية والإعلامية، ومهارات العلاقات العامة، وإدارة الاتصال في الأزمات، والدبلوماسية العامة، وإدارة سمعة الدولة، بالإضافة إلى مقرر المراسم والبروتوكول.
البرنامج موجه للراغبين في
- العمل في المنظمات الدولية الحكومية وغير الحكومية.
- العمل الدبلوماسي في وزارات الخارجية والمنظمات الدولية.
- تطوير معارفهم ومهاراتهم في مجال العلاقات الدولية والعلوم السياسية.
- العمل في المجال الإعلامي (التقديم التلفزيوني الحواري السياسي).

المستهدفون بشكل تفصيلي
- المدراء العاملون في المنظمات الدولية الحكومية وغير الحكومية.
- العاملون في وزارة الخارجية والسفارات والقنصليات.
- الراغبون بالالتحاق بالعمل السياسي والدبلوماسي.
- رؤساء وأعضاء الأحزاب السياسية.
- أعضاء البرلمانات الراغبون في تطوير معارفهم ومهاراتهم في المجال السياسي.
- الراغبون في شغل مناصب قيادية في المجال السياسي والإدارات العليا.